# Demografia de Sacavém
Sacavém, em termos demográficos, pela sua posição estratégica dentro do Município de Loures e pela sua situação de proximidade face à cidade de Lisboa, dispôs sempre de condições para o estabelecimento de novas populações e para o consequente crescimento populacional.

## Introdução
Se para períodos de tempo muito recuados é impossível realizar um cômputo do número de habitantes da freguesia, as modernas técnicas estatísticas usadas desde o século XIX têm possibilitado a monitorização do crescimento vertiginoso da população, que se verificou, em Sacavém, precisamente a partir do século XIX, e com especial incidência no século XX, como se verifica do gráfico seguinte:

## Idade Média
Para a Idade Média, o corografista Pinho Leal sugeriu, no seu Portugal Antigo e Moderno, o exagerado número de 900 fogos, o qual claramente peca pelo excesso (se se considerar, como é hábito para o período em causa, que a um fogo corresponde no mínimo uma família mononuclear de 4 pessoas, então teríamos uma população de 3 600 habitantes, o que não é crível).

## Idade Moderna

### Século XVII
Nos inícios do século XVII, Manuel Severim de Faria, viajando por Portugal entre Lisboa e Miranda do Douro, assinala a existência de cerca de 100 fogos na povoação de Sacavém, o que, a atribuir um coeficiente 4 indivíduos por fogo, daria cerca de 400 habitantes.
Pela mesma época, porém, Frei Nicolau de Oliveira, na sua obra Livro das Grandezas de Lisboa (1620) escreve que na freguesia existem «duzentos e sessenta fogos, e setecentas pessoas.» .

### Século XVIII
O Padre António Carvalho da Costa (1650-1715), na sua Corografia Portugueza e Descripçam Topografica do Famoso Reyno de Portugal… (1706-1712), afirma existirem 300 fogos na povoação (o que daria cerca de 1 400 habitantes), e segundo as memórias paroquiais de 1757, resultantes do inquérito que o Marquês de Pombal mandou proceder, a fim de averiguar os estragos causados pelo terramoto de 1755, a povoação contava com apenas 353 fogos, pelo que parece não se ter registado um significativo aumento populacional ao longo da primeira metade do século XVIII, mesmo descontando os efeitos do terramoto. O pior, contudo, estaria para vir; o Padre João Baptista de Castro, no seu Mappa de Portugal Antigo, e Moderno, de 1763, só já dá conta de 900 vizinhos, demonstrando a tendência para o decréscimo populacional ao longo de toda a centúria seguinte.

## Idade Contemporânea

### Século XIX
Este número foi antes decrescendo ao longo dos cem anos seguintes, muito devido às vicissitudes políticas por que o país passou (Guerra Peninsular, Guerras Liberais), sendo que em 1850, segundo informação de Leite de Vasconcelos no seu Dicionário Chorographico de Portugal, a freguesia devia contar somente 87 fogos e 361 habitantes. Contudo, a partir daí, com o início da industrialização em Portugal e a fundação da Fábrica de Loiça de Sacavém nesse mesmo ano, a freguesia dinamizou-se e atraiu novos povoadores, vindos sobretudo do Alentejo e da Beira.
O censo paroquial realizado em 1862 dá conta de 278 fogos e 1 172 habitantes, e o primeiro recenseamento civil moderno, levado a cabo em 1864, durante o segundo ministério chefiado pelo Duque de Loulé, apontava 1 251 habitantes.
Cerca de 1880, ao publicar o seu Portugal Antigo e Moderno, Pinho Leal menciona a existência de 330 fogos em Sacavém (o que daria cerca de 1 320 habitantes), o que mostra uma tendência para o aumento populacional sustentado – em grande parte devido à fixação da Fábrica da Loiça em Sacavém.
Por altura do III Recenseamento Geral da População, em 1 de Dezembro de 1890, a população tinha há aumentado cinco vezes face a 1850 (1 887 habitantes), assim repartidos pelas duas freguesias em que então Sacavém estava dividida: 1510 habitantes na paróquia de Sacavém (Intra-muros), parte do 1.º Bairro do Concelho de Lisboa, e 367 na de Sacavém (Extra-muros), parte do concelho de Loures. A partir daqui, a população não mais cessou de crescer.

### Século XX
O crescimento que já se verificava nas últimas décadas do século XIX prolongou-se pelo século XX, estando bem patente nos censos de 1900, 1911 e 1920, que dão como resultados 2 101, 3 910 e 4 458 habitantes, respectivamente. Este aumento demográfico, associado ao seu progresso industrial, levaram Sacavém a ser elevada à condição de vila em 1927.
O censo de 1930 dá conta de 3 876 habitantes, o que pode parecer um decréscimo pontual, mas na verdade deveu-se à desanexação de parte do território da freguesia para formar a nova freguesia de Moscavide, em 1929.
O maior boom de crescimento populacional ainda estava, contudo, para vir; em 1940, contava com 4 653 habitantes (dos quais 3 876 eram homens, e apenas 841 mulheres), em 1950, 6 488 indivíduos, em 1960 eram já 10 624 e, por fim, em 1970, a população tinha quase quintuplicado face a 1930, totalizando 18 750 almas, e ocupando o segundo lugar, em número de habitantes, entre as freguesias do concelho de Loures (era apenas superada pela freguesia de Odivelas, com perto de 50 mil habitantes).
Por alturas do censo de 1981, a população de Sacavém quase chegava aos 28 mil habitantes – um máximo histórico. Deve-se notar porém que à data do censo a freguesia ainda incluía, como meros lugares, a Portela de Sacavém e o Prior Velho, que se viriam a autonomizar, como já foi dito, em 1986 e 1989, respectivamente. Com efeito, o censo de 1991 demonstra uma clara perda populacional: 16 231 habitantes, ou seja, um saldo negativo de mais de onze mil pessoas.

### Século XXI
Os últimos recenseamentos, levado a cabo em 2001 e 2011, dão conta da existência de 17 659 e 18 469 habitantes, respectivamente, demostrando assim uma tendência para a estabilização da população sacavena.
Entre os recenseados, a maioria da população é europeia (sendo, de entre estes, a maior parte dos jovens oriundos de Lisboa, enquanto que os habitantes mais anosos são originários quer das Beiras, quer do Alentejo), havendo ainda número significativo de africanos (e seus descendentes já nascidos em Portugal) e, em menor escala, de eslavos e de chineses.
Por fim, de acordo com os dados do recenseamento eleitoral de Outubro de 2005, Sacavém contava com cerca de 12 978 eleitores registados.
Devido às mudanças administrativas ocorridas neste território na década de 2010 (criação da freguesia do Parque das Nações com áreas subtraídas a Sacavém e reunião do remanescente território da freguesia de Sacavém com a do Prior Velho na nova União das Freguesias de Sacavém e Prior Velho, em 2012 e 2013), respectivamente, é provável que se venha a registar uma flutuação significativa no coeficiente populacional no Censo de 2021.